# Somniosus pacificus
A Somniosus pacificus a porcos halak (Chondrichthyes) osztályának a tüskéscápa-alakúak (Squaliformes) rendjébe, ezen belül a Somnosidae családjába tartozó faj.

## Előfordulása
A Somniosus pacificus előfordulási területe a Csendes-óceán északi fele, valamint a Jeges-tenger peremvidéke.

## Megjelenése
A kifejlett hím legfeljebb 440 centiméter, míg a nőstény 430 centiméter hosszú; feltételezések szerint a 7 méteres hosszúságot is elérheti. A farokúszó csigolyáin kívül, 28-30 csigolyája van.

## Életmódja
Tengeri cápafaj, mely a vízfelszín és 2000 méteres mélységek között él. A mérsékelt öv egyik cápája. Főleg a kontinentális selfterületeken és lejtőkön él, de néha az árapálytérséghez is kiúszik. Tápláléka fenéklakó halakból, nyolckarú polipokból (Octopodiformes), kalmárokból (Teuthida) és kürtcsigafélékből (Buccinidae) tevődik össze. Étlapját borjúfókákkal (Phoca vitulina) és dögökkel egészíti ki.

## Szaporodása
Belső megtermékenyítés által szaporodik. Feltételezések szerint, ál-elevenszülő cápa, vagyis kölykei a méhében kelnek ki, ezután pedig tojásevőkké válnak, azaz az anyaállat méhében levő kis cápák felfalják kevésbé fejlett testvéreiket és a meg nem termékenyített petéket. A vemhesség első felében az anyaállat rengeteg kis, meg nem termékenyített petét termel, amelyeket a méhekbe juttat. Egyszerre akár 300 pete is megtermékenyülhet, de nem ismert, hogy születik meg ezekből. Születésekor a kis cápa, körülbelül 42 centiméteres, vagy ennél is kisebb lehet.

## Felhasználása
Ennek a cápának nincsen ipari mértékű halászata. Húsa enyhén mérgező; fogyasztáskor részegedés érzetét kelti.